# Christuskerk (Völlenerkönigsfehn)
De Christuskerk (Christus-Kirche) is een luthers kerkgebouw in Völlenerkönigsfehn in de Oost-Friese gemeente Westoverledingen (Nedersaksen) en werd in 1907 gebouwd.

## Geschiedenis
Völlenerkönigsfehn ontstond na Völlenerfehn rond het jaar 1800. Het dorp ontwikkelde zich in de 19e eeuw als een veenkolonie en behoorde in kerkelijk opzicht bij Völlen. De naam Völlenerkönigsfehn is te danken aan het feit dat het veengebied kroondomein was.
In 1905 werd een zelfstandige dochtergemeente in Völlenerkönigsfehn opgericht en twee jaar later begon de bouw van de Christuskerk met een aangebouwde pastorie. In het jaar 1952 liet de gemeente het bedehuis grondig renoveren en herinrichten. Daarbij kreeg de kerk een apsis met een gebrandschilderd raam van de opgestane Heer en werd het balkenplafond met Bijbelteksten beschreven.

## Bouw

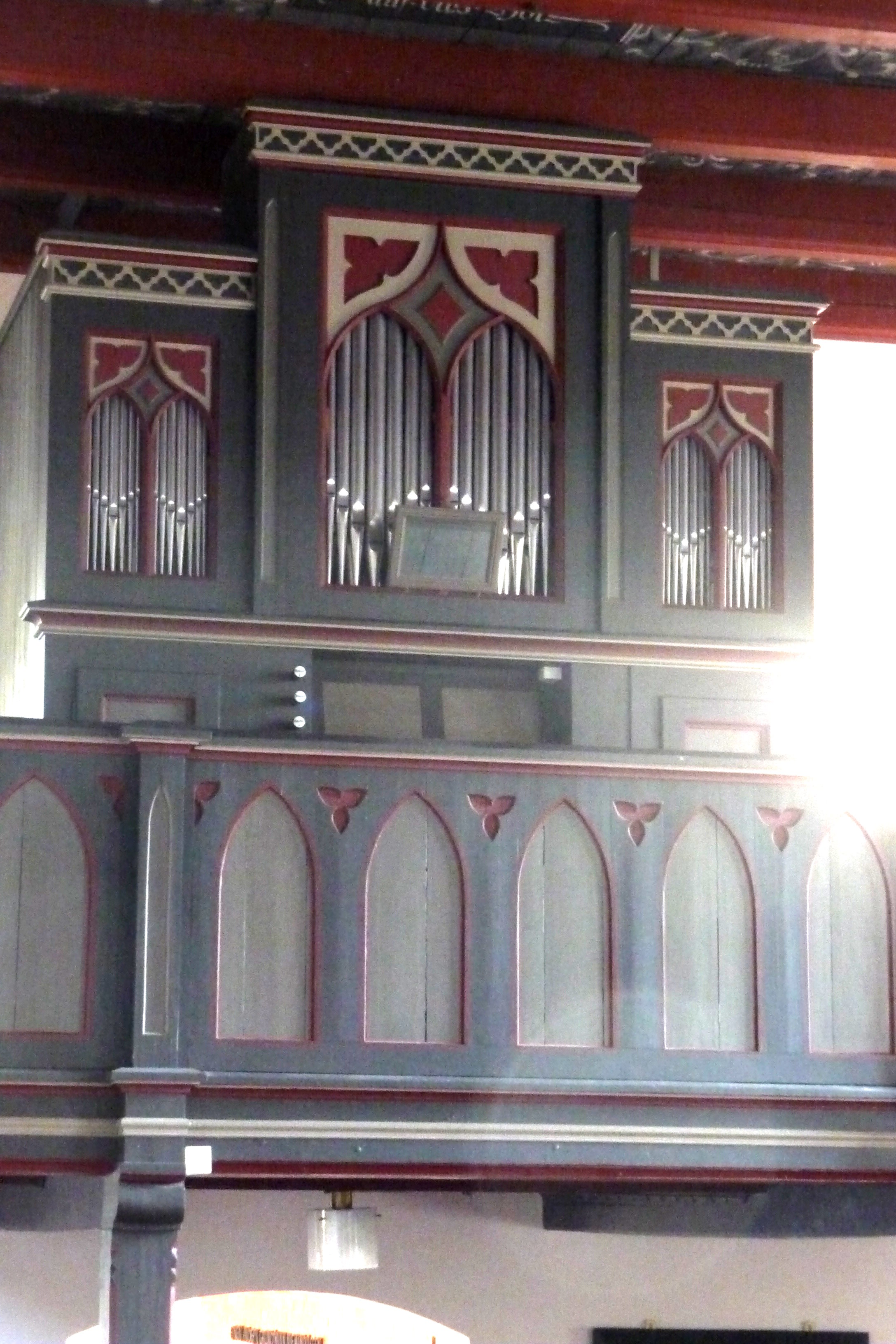
Het kerkorgel

De kerk betreft een rechthoekige zaalkerk met neogotische stijlelementen. De vierkante klokkentoren wordt met een piramidedak afgesloten en is via een doorgang met het kerkschip verbonden. De zuidelijke gevel is versierd met elf slanke witte blindnissen, die naar het voorbeeld van de Noord-Duitse baksteengotiek naar het midden hoger worden en de gehele geveldriehoek vullen. Deze met de pastorie verbonden gevel heeft verder geen ramen. In de westelijke muur zijn boven kleine ronde ramen paarsgewijs spitsboogramen in gebracht.
Het interieur heeft een balkenplafond. Tussen de eenvoudige kerkbanken loopt een pad naar het met één trede verhoogde altaar. Boven de met spitsbogen versierde mensa bevindt zich een rond venster met een gebrandschilderd raam.
Op de rechterkant staat de houten achthoekige kansel op een kleine voet. De kuip is met beslag en profielen versierd en toegankelijk via een trap.

## Orgel
Het orgel werd door de orgelbouwfirma Alfred Führer uit Wilhelmshaven in de jaren 1987-1989 achter de oude orgelkas van 1907 (Furtwängler & Hammer) ingebouwd. Het bezit zes registers op één manuaal en pedaal.